# Łuskowce
Łuskowce (Pholidota) – rząd afrykańskich i południowoazjatyckich ssaków z infragromady łożyskowców (Placentalia) w obrębie podgromady żyworodnych (Theria) wyróżniających się dachówkowato ułożonymi łuskami pokrywającymi ich ciało oraz bardzo długim językiem. Żywią się mrówkami i termitami, czym przypominają amerykańskie mrówkojady (Myrmecophagidae) i australijskie kolczatkowate (Tachyglossidae). Łuskowce są słabo zachowane w zapisie kopalnym. Za najwcześniejszego przedstawiciela tego rzędu uważa się †Eomanis ze środkowego eocenu Europy, jednak jego przynależność do łuskowców nie jest pewna.
Współcześnie żyjące łuskowce występują w Czarnej Afryce oraz w Azji Południowo-Wschodniej.

## Charakterystyka
Zwierzęta te mają ciało pokryte wrośniętymi w skórę rogowymi łuskami, tworzącymi rodzaj pancerza. Ich liczba jest niezmienna przez całe życie. Skóra pomiędzy łuskami oraz części ciała bez łusek są porośnięte rzadką sierścią. Łuskowce mają wydłużoną czaszkę, długi, robakowaty język pokryty lepką śliną, umożliwiający penetrowanie gniazd mrówek i termitów. Nie mają zębów. Odżywiają się owadami społecznymi.

## Odżywianie się
Łuskowce są oligofagami – każdy gatunek odżywia się dwoma, trzema gatunkami mrówek lub termitów, które zbierane są za pomocą długiego języka, pokrytego lepką śliną. Łuskowce nie mają zębów, pokarm połykają w całości. Żołądek jest od wewnątrz pokryty zrogowaciałym nabłonkiem, rozcierającym pokarm. Ponadto łuskowce połykają co jakiś czas żwir, który również pełni funkcję czynnika rozcierającego pożywienie.

## Filogeneza i systematyka
Podobieństwo budowy i specjalizacja preferencji pokarmowych sugerują, że łuskowce są spokrewnione ze szczerbakami i wymarłymi paleanodontami (†Palaeanodonta), jednak dotychczasowe badania tego nie potwierdzają. Nowsze dowody genetyczne wskazują natomiast, że ich najbliższymi żyjącymi krewniakami są drapieżne (Carnivora), z którymi tworzą klad Ferae.
Do łuskowców zaliczana jest jedna żyjąca współcześnie rodzina:
- Manidae J.E. Gray, 1821 – łuskowcowate

Opisano również rodziny wymarłe:
- Eomanidae Storch, 2003
- Patriomanidae Szalay & Schrenk, 1998

Rodzaje o niepewnej pozycji systematycznej i nie sklasyfikowane w żadnej z powyższych podrodzin:
- Euromanis Gaudin, Emry & Wible, 2009[24] – jedynym przedstawicielem był Euromanis krebsi (Storch & Martin, 1994)
- Eurotamandua Storch, 1981[25] – jedynym przedstawicielem był Eurotamandua joresi Storch, 1981
- Necromanis Filhol, 1893[26]

## Zagrożenia i ochrona
Wiele gatunków łuskowców jest zagrożonych, szczególnie w wyniku odławiania dziesiątek tysięcy osobników rocznie w celu zdobycia jadalnego mięsa oraz łusek, mających zastosowanie w medycynie ludowej. Łuskowce mają niewiele naturalnych wrogów: jedynie potężny drapieżnik, jak tygrys czy lampart może zabić zwierzę, kiedy to w obliczu zagrożenia zwinie się w kulę, chowając pod łuskami odsłonięte części ciała.